# Mount & Blade: With Fire & Sword
Mount & Blade: With Fire and Sword (in breve "M&B WFaS") è un'espansione standalone di Mount & Blade. Il gioco è ambientato nell'Europa Orientale del XVI secolo e il suo titolo riprende quello del libro Col ferro e col fuoco di Henryk Sienkiewicz, ambientato tra il 1655 e il 1658. Il gioco, sviluppato dalla TaleWords e dalla SiCh Studio, è stato pubblicato dalla Paradox Interactive il 4 maggio 2011. Come i suoi predecessori (Mount & Blade e Mount & Blade: Warband) il gioco è un open world che permette al giocatore di viaggiare per la mappa di gioco e guidare il proprio esercito in battaglia. 

## Modalità di gioco
La modalità di gioco in singleplayer inizia nel 1655, durante la rivolta di Khmelnytsky e il Diluvio, nel vasto ambiente dell'Europa Orientale, dove il protagonista potrà viaggiare attraversando 5 diversi paesi: l'Impero svedese, l'Etmanato cosacco, la Confederazione polacco-lituana, il Granducato di Mosca e il Khanato di Crimea.

### Trama
Subito dopo la creazione del personaggio, durante la quale si potranno impostare l'aspetto e le abilità, inizierà un tutorial che vedrà il giocatore coinvolto in uno scontro tra alcuni corazzieri e dei briganti nel villaggio polacco di Zamoshye. Una volta conclusosi il giocatore potrà compiere tre missioni assegnate dal capo villaggio, che serviranno da introduzione alle meccaniche basilari del gioco.
Al contrario di Mount & Blade e Mount & Blade: Warband, che non hanno una trama lineare, il gioco possiede tre storyline che, una volta portate a termine, permetteranno al giocatore di diventare il regnante di una delle nazioni del gioco: The False Dmitry per il Granducato di Mosca, The Deluge per la Confederazione e The Secret of the Black Mace per l'Etmanato cosacco. Tutte e tre le storyline sono opzionali e il giocatore potrà scegliere se iniziarle o meno.

### Differenze rispetto a Mount & Blade e Mount & Blade: Warband
Nonostante la modalità di gioco non si differenzi molto da quella degli altri capitoli della serie il gioco porta diversi cambiamenti rispetto ai predecessori. Tra i più importanti:
- l'aggiunta delle granate e di armi da fuoco di vario tipo, dalle carabine ai moschetti;
- il sistema di reclutamento, con un forte downgrade delle truppe reclutabili nei villaggi e l'aggiunta di accampamenti mercenari in cui è possibile assoldare delle unità totalmente personalizzabili nell'equipaggiamento, che varia da fazione a fazione;
- una revisione generale delle battaglie, con l'aggiunta dei forti di carri e un ampliamento delle meccaniche degli assedi, come la possibilità di avvelenare le fonti d'acqua dei difensori o quella di distruggere un tratto delle mura con l'esplosivo;
- diverse aggiunte alla gestione delle città e dei castelli (che possiedono anch'essi un mercato e una taverna).

### Multiplayer
La modalità multigiocatore si limita alla parte di combattimento del gioco, tralasciando l'open world e gli aspetti gestionali del titolo. Il multiplayer prevede diverse modalità in cui si scontrano le cinque fazioni del gioco dai deathmatch a squadre agli assedi. È possibile creare un personaggio personalizzato ma, al contrario del singleplayer, non sarà possibile modificare le sue abilità ma solo l'aspetto.

### Battaglie personalizzabili
Oltre alle modalità singleplayer e multiplayer il gioco contiene anche le Battaglie Personalizzabili (Custom Battles), nelle quali il giocatore potrà creare una battaglia personalizzata scegliendo il proprio personaggio da quelli disponibili, le fazioni che si scontreranno (le cinque fazioni già citate e i banditi), il numero di soldati, la percentuale di soldati di ogni classe, la modalità di gioco (deathmatch a squadre e assedio, decidendo se stare dalla parte degli assedianti o dei difensori) e la mappa di gioco (3 per le battaglie e 2 per gli assedi).